# Зубочистенська Друга сільська рада
Зубочи́стенська Друга сільська рада (рос. Зубочистинский Второй сельский совет) — сільське поселення у складі Переволоцького району Оренбурзької області Росії.
Адміністративний центр та єдиний населений пункт — село Зубочистка Друга.

## Населення
Населення — 723 особи (2019; 778 в 2010, 782 у 2002).